# Cena (língua de sinais)
Cena é uma língua de sinais usada pela comunidade surda e muito mais ouvintes de Várzea Queimada, uma pequena comunidade agrícola no sertão do Piauí, no nordeste do Brasil. No momento, está em sua terceira geração.

## História
A existência da Cena é, em grande parte, motivada por dois fatores fundamentais: maior prevalência de surdez congênita na população local, comparado com médias globais ou nacionais, e o isolamento geográfico da comunidade, que até recentemente existia há gerações, sem uma estrada ligando o aglomerado de vilas à rodovia da região. Cena surgiu na comunidade de Várzea Queimada, após o nascimento de várias crianças surdas na vila, a partir da década de 1950. Um grupo inicial de crianças surdas é um catalisador comum no surgimento das línguas de sinais emergentes; exemplos notáveis incluem Língua de Sinais Kata Kolok, Língua gestual Al-Sayyid Bedouin, e Língua de sinais de Adamorobe.
O nascimento da primeira criança surda na vila ocorreu muitas décadas após a criação do primeiro instituto de surdos no Rio de Janeiro, em 1857, conhecido hoje como Instituto Nacional de Educação de Surdos (ou INES). A fundação do INES é, geralmente, associada ao surgimento da Libras – a língua nacional de sinais do Brasil – pois era aqui que as línguas de sinais locais ou variedades existentes na região tinham o primeiro contato sustentado com Língua de Sinais Francesa, criando as condições da crioulização das quais se pensa que a Libras surgiu.. Embora a história da gênese da Libras tenha começado décadas antes do nascimento das crianças surdas em Várzea Queimada, o isolamento geográfico da comunidade dos grandes centros urbanos e das escolas de surdos fez com que essas crianças crescessem na ausência de um modelo de linguagem. Privação de linguagem de crianças durante o período crítico na aquisição da língua materna resulta em input linguístico insuficiente e é, frequentemente, um problema para crianças surdas. Quando ocorre em uma comunidade geograficamente isolada, com uma criança surda singular, muitas vezes um sistema homesign surge - um sistema de comunicação manual espontaneamente desenvolvido pela criança surda para se comunicar com as pessoas ao seu redor. Ao contrário dos gestos dos cuidadores recebidos pelas crianças surdas, o homesign normalmente tem algumas propriedades mais semelhantes à linguagem do que gestos. Portanto, os sistemas de homesign são de particular interesse para o campo do desenvolvimento linguístico, por meio da observação do desenvolvimento linguístico na ausência de um modelo de linguagem. No entanto, o nascimento das crianças surdas em uma comunidade isolada cria um contexto para o surgimento de um sistema compartilhado. Estas são as condições em que muitas línguas de sinais emergentes surgem, entre estas, a Cena.
Seis das primeiras crianças surdas na Várzea Queimada eram irmãos, o que leva a acreditar que foi como resultado das interações desses irmãos que surgiu a Cena moderna. Seu desenvolvimento tem chamado a atenção do noticiário nacional no Brasil, assim como pesquisadores linguísticos. É de interesse dos linguistas, principalmente porque línguas como Cena oferecem uma chance rara de ver o surgimento e desenvolvimento de uma língua natural, frequentemente sem influência de línguas existentes. O que significa que são distintas das línguas pidgin, línguas crioulas e língua de sinais da comunidade (quando as línguas de sinais surgem como resultado da mistura de vários sistemas de homesign, após o estabelecimento de uma instituição surda).
Os filhos surdos desses primeiros sinalizadores surdos, ao contrário de alguns de seus pais, cresceram com um modelo de linguagem, crescendo ao mesmo tempo com a língua. A observação contínua permite que linguistas rastreiem o desenvolvimento de vários níveis de estrutura linguística. Pesquisas existentes demonstram que as preferências por estruturas específicas surgem rapidamente, e diferem ao longo de cortes sucessivos de sinalizadores em uma língua jovem.
As interações entre alguns desses surdos, incluindo a narração de historias, foram o tema do filme Jogos Dirigidos (2019) encomendado pelo Museu de Arte Contemporânea de Chicago . A relativa prevalência de surdez na comunidade faz com que a Cena seja usada como a língua preferida dos surdos, mas também por muitos ouvintes de Várzea Queimada – muitas vezes família ou amigos de surdos.

## Linguística
Cena tem um léxico robusto de sinais nativos, incluindo compostos. Documentação lexical contribuiu para as descrições linguísticas iniciais, assim como o dicionário trilíngue Cena-Libras-Português, um dos primeiros dicionários existentes, daquele tipo. Tipologicamente, Cena exibe muitas características típicas de línguas de sinais, como modificação adverbial não manual, mas também características típicas de línguas de sinais emergentes em particular. Em pequenas comunidades que têm muitas referências compartilhadas, o uso de localização no mundo real para referência, como apontando é comum - Cena não é exceção. Cena também tem a falta de um alfabeto manual nativo.
Os sinalizadores da Cena variam em preferências de ordem de palavras. Em geral, a ordem das palavras varia de acordo com a valência da frase – o número de argumentos que um verbo tem. Como em muitas outras línguas, eventos intransitivos são geralmente sujeito-primeiro (por exemplo, uma mulher corre). Com eventos transitivos, as preferências de ordem das palavras mostram sensibilidade à animação do objeto. Em eventos transitivos com um objeto inanimado (por exemplo, uma mulher rola uma bola), as sentenças tendem a ser sujeito-objeto-verbo, enquanto com objetos animados (por exemplo, uma mulher empurra uma menina) as ordens sujeito-objeto-verbo e objeto-sujeito-verbo são comuns. Há pouca convergência com eventos bitransitivos (por exemplo, uma mulher dá uma camisa para um homem). Acordo verbal é usado pela segunda e terceira geração de sinalizadores, mas não na primeira e mais velha geração, embora esta geração seja representada por uma única sinalizadora. No entanto, a ordem das palavras não é a única estratégia usada para marcar a direção do verbo no evento. Sinalizadores, às vezes, repetem o agente de um evento em code-switches (entre Cena e Libras) para marcar seu papel no evento, da mesma forma que um falante de uma língua falada pode usar estresse para clarificar. Essa estratégia não foi observada em nenhuma outra língua na literatura existente e, provavelmente, é um resultado da falta de outras estratégias estáveis para marcar a direção do verbo (como acordo verbal), devido à relativa juventude da língua. Um exemplo daquelas trocas de código reiterativas é dado abaixo:
HOMEM[LIBRAS] FICAR-loc1; MULHER[CENA] MULHER[LIBRAS] CL:objeto-SEGURAR DAR-loc1

Uma mulher dá algo para um homem.
Os sinais exibem notável variação fonética em como são articulados por diferentes sinalizadores, sugerindo que Cena, assim como outras línguas de sinais emergentes, como Língua de sinais Al-Sayyid Bedouin , ainda não possui um nível sistemático de estrutura fonológica. Se os sinais não são compostos de características sublexicais de forma da mão, localização e movimento que se recombinam para formar sinais diferentes, variação considerável é possível, pois os sinalizadores não precisam aderir a uma articulação específica. No entanto, novamente como Língua de sinais Al-Sayyid Bedouin, evidência de, pelo menos, um processo que afeta o nível fonológico da estrutura foi encontrado, na assimilação, sugerindo que, talvez, alguma estrutura fonológica esteja surgindo.

## Várzea Queimada
Várzea Queimada é uma pequena comunidade agrícola no centro do estado do Piauí, no nordeste do Brasil, a cerca de 30 km do município de Jaicós, que dista 350 km da capital do estado, Teresina. A região é quente e árida, o que significa que muitas comunidades lutam para ter água suficiente durante a maior parte do ano. A população de 900 pessoas é, em grande parte, agrícola, com a maioria das famílias praticando agricultura de subsistência. Vários aspectos das práticas e organização socioculturais da comunidade são examinados em detalhe na tese de doutorado de Éverton Pereira. A comunidade tem se destacado por seu artesanato. A produção de artefatos como esteiras, chapéus, vassouras e cestos de palha de carnaúba tem destaque no projeto A Gente Transforma, do arquiteto e desenhista Marcelo Rosenbaum, e no trabalho de artista e cineasta Jonathas de Andrade..

### Educação
Existem dois trajetos educacionais na comunidade, que operam na mesma escola. A Escola Municipal Manoel Barbosa oferece toda a educação básica para crianças, adolescentes e adultos da comunidade e adjacências. Durante o dia, oferece educação infantil e ensino fundamental. À noite, são ofertadas turmas de ensino médio e educação de jovens e adultos para surdos adultos. Historicamente, era comum alunos surdos na comunidade abandonarem a escola quando crianças ou adolescentes, então, tais iniciativas permitem aos surdos retornarem à escola na fase adulta. Por um período temporário, professores de Libras foram contratados para ministrar aulas aos surdos, usando a Libras e português escrito como língua de ensino. Os benefícios eram limitados pela falta de recursos adequados e um currículo para alunos surdos. O contexto trilíngue apresentava muitos desafios, agravados pela falta de competência em Cena, por quase todos os professores.
Provavelmente por esses obstáculos, como um fator significativo, vários surdos paravam de frequentar as aulas. Assim, a fluência em Libras na comunidade não é comum, principalmente entre a população surda mais velha. A Cena é a língua dominante na comunidade, e a maioria dos sinalizadores não são bilíngues em Cena e Libras. Ex-professores que trabalhavam com os surdos de Várzea Queimada descreveram uma rejeição dos surdos, pela Libras no ambiente educacional, expressando uma preferência, em geral, pela Cena no cotidiano.